# Miguel Ángel Barreto
Miguel Ángel Barreto Castillo (Ibagué, 6 de abril de 1978) es un político y contador colombiano.
Actualmente es senador de Colombia por el Partido Conservador para el periodo 2022-2026.

## Biografía
Sus estudios iniciales los realizó el Cañón del Combeima, zona rural de Ibagué. La primaria en la escuela de la vereda Cai y el bachiller en el Instituto Agropecuario Mariano Melendro de Chapetón.
Se formó profesionalmente como contador público en la Universidad de Ibagué. Es especialista en finanzas de la Universidad del Rosario, derecho administrativo de la Universidad Externado de Colombia y en derecho internacional de los derechos humanos de la Universidad Alfonso X El Sabio, de Villanueva de la Cañada, España.  Adelantó estudios en gobierno corporativo en la Universidad de Yale.
Actualmente adelanta una maestría en Gobierno y Desarrollo de Entidades Territoriales en la Universidad Externado de Colombia y un curso de formación continuada de alto gobierno en la Universidad de los Andes.
Fue Director financiero de Infibagué, cargo al cual renunció para coordinar la campaña del senador Juan Mario Laserna y una vez elegido coordinó la Unidad Técnica Legislativa, donde hizo parte del equipo que lideró la Ley 1429 de 2010, Ley de primer empleo.
Adicionalmente, coordinó proyectos para el Tolima de la mano de los alcaldes para la gestión de recursos del orden nacional, realizando el acompañamiento técnico ante los ministerios. Labor que dio como resultado la asignación de recursos e inversiones para el departamento.
Esta actividad afianzó las relaciones con el nivel central y le permitió conocer el funcionamiento del Congreso y su relación con Gobierno Nacional y entes regionales.
Para el año 2014 fue electo para la Cámara de Representantes por el departamento del Tolima, pasa luego al Senado en el año 2018 y es reelecto hasta el año 2026.